# Dansk Frøavls Kompagni og Markfrøkontoret Trifolium
 For alternative betydninger, se Trifolium (flertydig). (Se også artikler, som begynder med Trifolium)
A/S Dansk Frøavls Kompagni og Markfrøkontoret Trifolium var en dansk frøgrossist. I 1989 blev den fusioneret med DLF AmbA til DLF-TRIFOLIUM A/S.
Selskabet blev grundlagt den 16. december 1872 af Chr. P. Jacobsen, J.L. Jensen og Frantz Wendt under navnet Kontoret for Fællesindkøb af undersøgt Markfrø. Selskabet havde i 1950 en afdeling i Jylland samt følgende datterselskaber: Jydsk Markfrøkontor A/S (grundlagt 1882), A/S Det jydske Frøavlskompagni (grundlagt 1919), A/S Dansk Frøhandel (grundlagt 1884), E. Danielsen & Larsen A/S (grundlagt 1922) og Central Compagniet A/S (grundlagt 1889).
I oktober 1988 overtog DLF Amba aktiemajoriteten i Trifolium Silo og SN-Frø A/S og den 1. juli 1989 var det børsnoterede selskab DLF-TRIFOLIUM A/S en realitet.
I 1950 var direktøren: J. Larsen (1893-?) (siden 1937).
Firmaet havde fra 1925 hovedkontor på Carl Jacobsens Vej 29-33 i Valby, hvor en stor nybarok bygning 1918-19 blev opført for Skandinavisk Frøkompagni ved Ole Falkentorp og F. Freese. Bygningen blev 1965 overtaget af Henkel og er i 2000'erne blevet kraftigt ombygget.